# Pošip
Pošip (korrekt Pošip bijeli) ist eine autochthone Weißweinsorte, die hauptsächlich in der kroatischen Region Dalmatien auf der Insel Korčula um die Orte Čara und Smokvica, der Insel Hvar und in geringerem Umfang auf der Halbinsel Pelješac angebaut wird. Die Dominanz der Rebsorte auf Korčula ist der Förderung während der kommunistischen Ära geschuldet, da sie ertragreicher und leichter kultivierbar als die ebenfalls auf Korčula heimische Grk ist.

## Abstammung, Herkunft
Pošip ist eine natürliche Kreuzung der beiden Rebsorten Zlatarica blatska bijeli und Bratkovina bijeli. Alle drei Sorten werden überwiegend auf der Insel Korčula gefunden. Trotz einiger gleich lautender Synonyme ist Pošip nicht mit der Rebsorte ‘Furmint’ verwandt.

## Wein
Aus dem Pošip wird meist ein für kroatische Verhältnisse leichter, trockener und frischer Wein erzeugt. Der Alkoholgehalt liegt bei 12–13 Volumenprozent, die beste Trinktemperatur bei 14 °C. Seltener wird Pošip mit Weinen der Rebsorte Bratkovina bijeli verschnitten. Teilrosinierte Beeren der Sorte finden auch Eingang in den dalmatinischen Dessertwein Prošek.

## Synonyme
Synonyme 7: Posip, Posip Veliki, Posip Vrgorski, Posipak, Posipica, Prosip Bijeli, Vrgorski Bijeli.